# Place Saint-Louis (Lyon)
Pour les articles homonymes, voir Place Saint-Louis.
La place Saint-Louis est une place du 7e arrondissement de la ville de Lyon, située au sein du quartier de La Guillotière. Elle est principalement occupée par des places de stationnement.

## Historique
En 1827, un hospice de personnes âgées est ouvert dans un ancien couvent, juste derrière l'église Notre-Dame Saint-Louis. 
Le nom "place Saint-Louis" est attesté en 1839. Auparavant, elle a été dénommée place de l'Hospice ou place de l'Hospice-des-Vieillards (de 1836 à 1839). Entre 1848 et 1853, elle est renommée place de la Liberté, puis elle retrouve son nom actuel,.
Le centre d'intervention Lyon-Rochat est une caserne de pompiers qui en occupe encore les bâtiments, cette dernière a été entièrement rénovée entre 2012 et 2016.

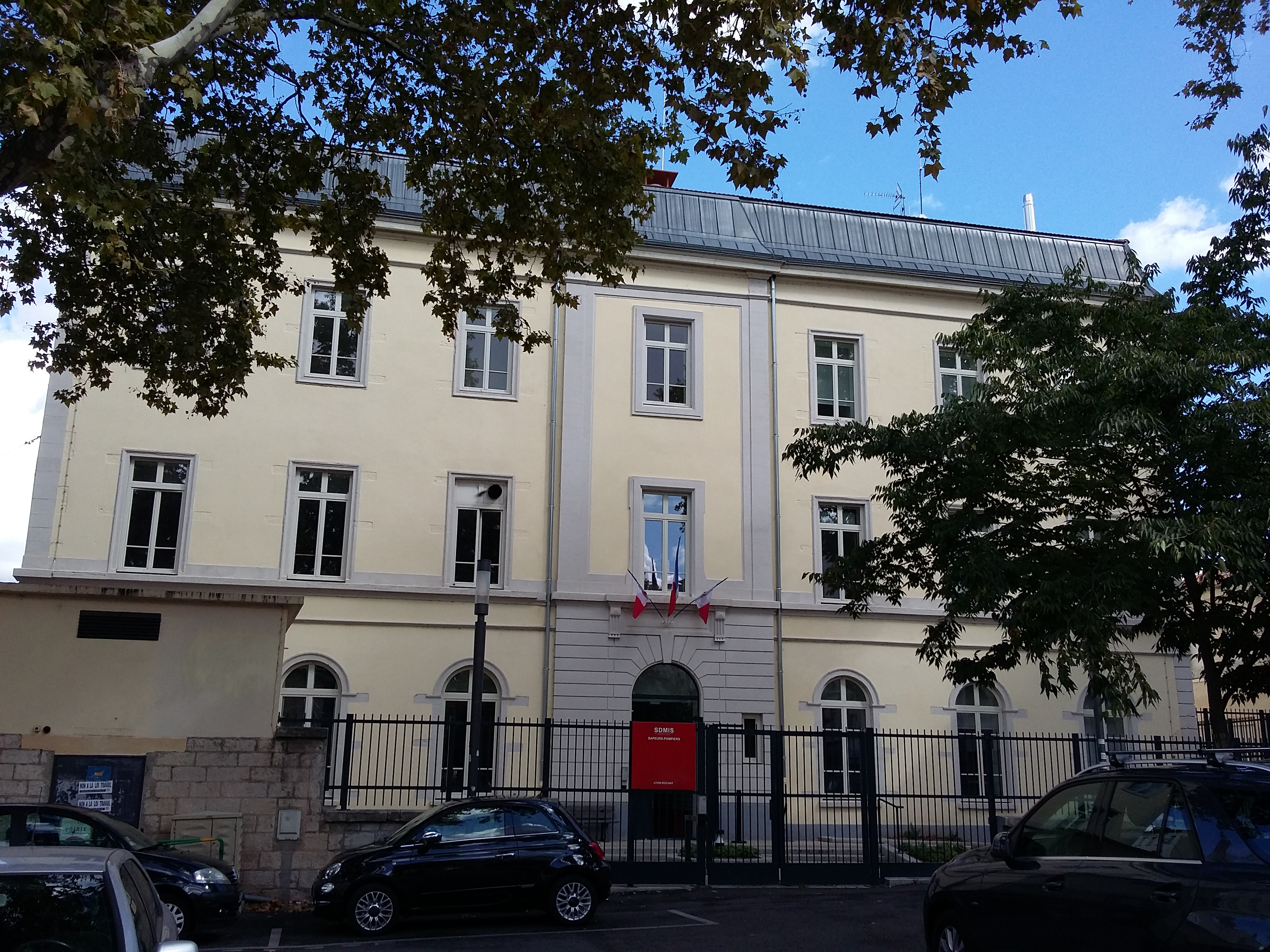
Vue sur le centre d'intervention Lyon-Rochat depuis la place.

## Localisation et accès
La place Saint-Louis est encadrée au nord par la caserne des pompiers, à l'ouest par la rue de la Madeleine, à l'est par la rue Claude Boyer et enfin au sud par le début de la rue Béguin. Trois rues : la rue Saint-Lazare, la rue de la Thibaudière et la rue Montesquieu y aboutissent.
La place n'est pas desservie par les transports en commun du réseau TCL. En revanche elle dispose d'une station de vélos en libre service Vélo'v.

## Activités économiques
Le marché alimentaire Saint-Louis est installé sur la place les mardi, vendredi et dimanche matin. Un supermarché complète l'offre des petits commerçants situés autour de la place (boulangerie, boucherie, épicerie...). Ces derniers sont regroupés en association qui dynamise plusieurs fois par an le quartier autour d'animations.